# Philodromus renarius
Philodromus renarius là một loài nhện trong họ Philodromidae.
Loài này thuộc chi Philodromus. Philodromus renarius được miêu tả năm 1987 bởi Wu & Da-xiang Song.